# Цикл оксид церия (IV) – оксид церия (III)

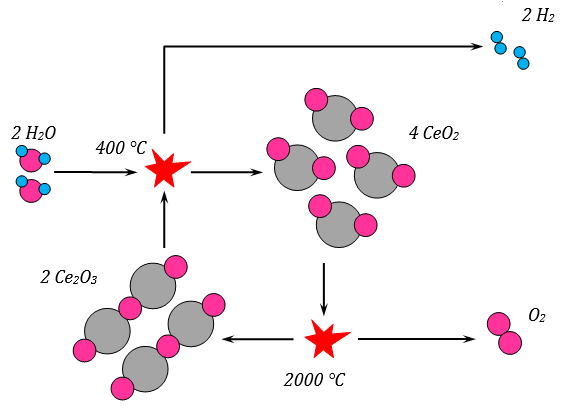
Упрощенная диаграмма цикла оксид церия (IV) — оксид церия (III)

Цикл оксид церия (IV) — оксид церия (III) или CeO2/Ce2O3 — двухступенчатый термохимический процесс, в котором для производства водорода используются оксид церия (IV) и оксид церия (III). Цикл на основе церия позволяет разделить H2 и O2 в два этапа, делая ненужным высокотемпературное разделение газов.

## Описание процесса
В термохимическом двухступенчатом процессе разделения воды (термохимический цикл) используются окислительно-восстановительные системы:
- Диссоциация: 2 CeO2 → Ce2O3 + 0,5 O2
- Гидролиз: Ce2O3 + H2O → 2 CeO2 + H2

На первом эндотермическом этапе оксид церия (IV) термически диссоциирует в атмосфере инертного газа при температуре 2000 С и давлении 100—200 мбар в оксид церия (III) и кислород. На второй экзотермической стадии оксид церия (III) реагирует при 400—600 С в реакторе с неподвижным слоем с водой и производит водород и оксид церия (IV).